# Serica pommeranzi
Serica pommeranzi är en skalbaggsart som beskrevs av Ahrens 1999. Serica pommeranzi ingår i släktet Serica och familjen Melolonthidae. Inga underarter finns listade i Catalogue of Life.